# Echizen (ciudad)
Echizen (越前市 Echizen-shi?) es una ciudad localizada en la prefectura de Fukui, Japón. En octubre de 2019 tenía una población estimada de 79.889 habitantes y una densidad de población de 346 personas por km². Su área total es de 230,70 km².

## Geografía

### Localidades circundantes
- Prefectura de Fukui
  - Echizen
  - Fukui
  - Ikeda
  - Minamiechizen
  - Sabae

## Demografía
Según los datos del censo japonés, esta es la población de Echizen en los últimos años.
| 1995   | 2000   | 2005   | 2010   | 2015   |
| ------ | ------ | ------ | ------ | ------ |
| 85.533 | 87.699 | 87.742 | 85.614 | 81.524 |